# Deutscher Akademischer Austauschdienst
Deutscher Akademischer Austauschdienst (DAAD, z niem. Niemiecka Centrala Wymiany Akademickiej) – organizacja zajmująca się międzynarodową wymianą studencką praktykowaną przez niemieckie uczelnie. Instytucja ta jest głównie finansowana ze środków publicznych Republiki Federalnej Niemiec.
DAAD została założona 1 stycznia 1925 roku w Bonn, zawiesiła działalność w 1945 roku, a wznowiła w 1950 roku. Jako wspólne przedsięwzięcie niemieckich uczelni DAAD promuje międzynarodową współpracę akademicką oraz działa jako ambasador niemieckiej edukacji, nauki i kultury. Nadrzędnym celem DAAD jest wspieranie współpracy pomiędzy niemieckimi a zagranicznymi uczelniami przede wszystkim poprzez wymianę studentów i naukowców. 15 przedstawicielstw i 55 centrów informacyjnych na całym świecie udziela informacji osobom pragnącym studiować lub realizować badania w Niemczech. Ponad 200 programów stypendialnych DAAD jest skierowanych do studentów, absolwentów i naukowców wszystkich kierunków studiów z Niemiec i niemal całego świata. DAAD stara się promować niemieckie szkolnictwo wyższe oraz zachęcić najwybitniejszych studentów i naukowców do podjęcia studiów lub badań naukowych w Niemczech.
Pod koniec 2012 roku w DAAD uczestniczyło 236 uczelni. W 2012 roku wsparcie ze strony DAAD otrzymało ponad 75 tys. osób, z czego 45 tys. stanowili obcokrajowcy (w tym 1632 osoby z Polski), zaś 30 tys. Niemcy.

## Budżet
DAAD jest głównie finansowana przez niemiecki rząd i Unię Europejską. W 2012 roku przychody DAAD wyniosły 407,4 miliona EUR na którą to sumę złożyło się (w milionach EUR):
- Federalne Ministerstwo Spraw Zagranicznych: 178,6
- Federalne Ministerstwo Oświaty i Badań Naukowych: 96,8
- Federalne Ministerstwo Współpracy Gospodarczej i Rozwoju: 37,2
- Unia Europejska: 57,2
- Pozostałe źródła: 37,6

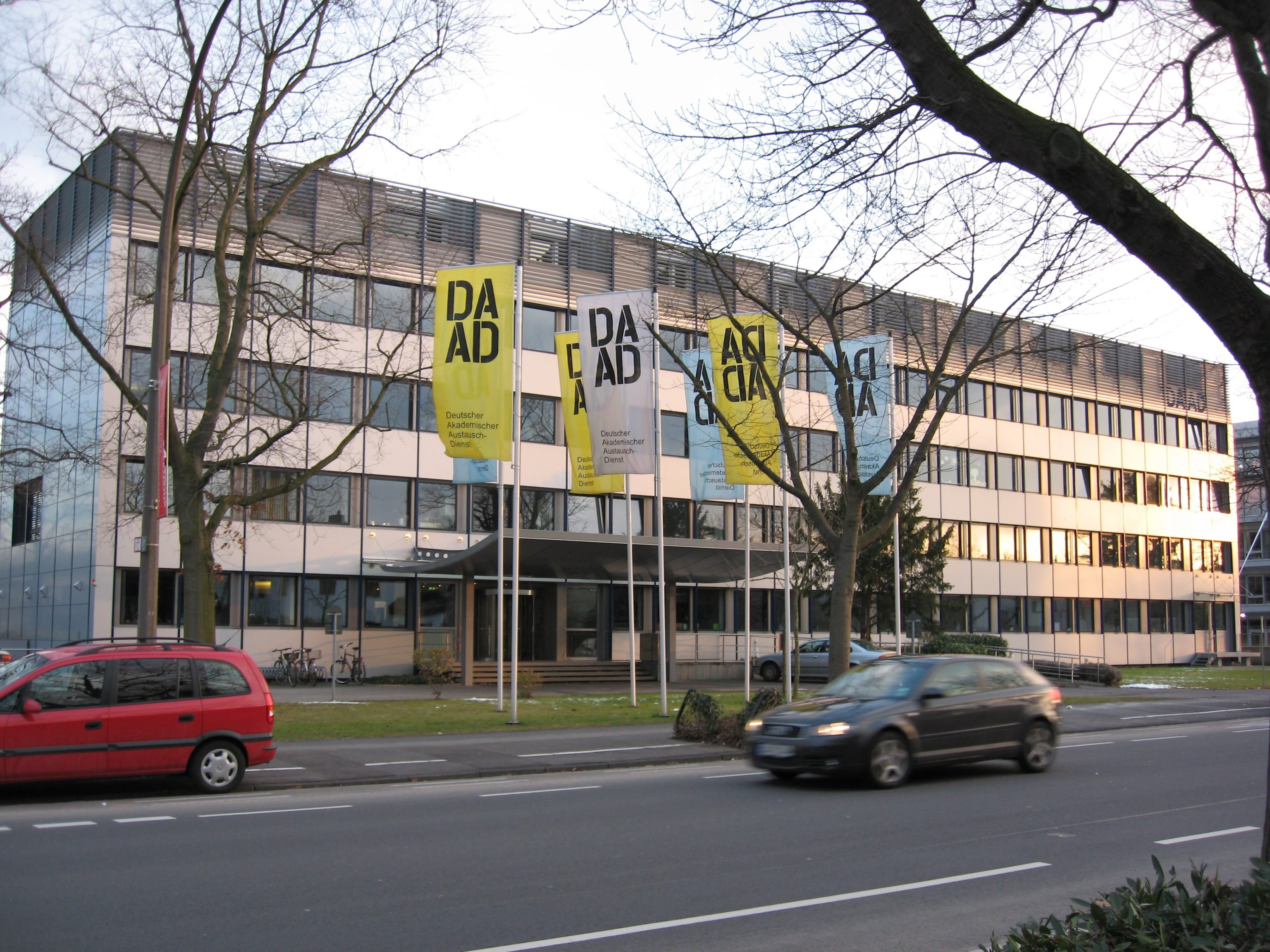
Siedziba główna w Bonn

Środki z Federalnego Ministerstwa Spraw Zagranicznych służą przede wszystkim wspieraniu obcokrajowców i oddelegowywaniu niemieckich nauczycieli akademickich za granicę, szczególnie lektorów, jak i wspieraniu procesów transformacji i demokratyzacji. Środki z Federalnego Ministerstwa Oświaty i Badań Naukowych wykorzystywane są jako pomoc dla niemieckich studentów i absolwentów, wspierają bilateralną wymianę naukowców oraz służą umiędzynarodowieniu niemieckich uczelni oraz promocji Niemiec jako ośrodka akademickiego. Środki z Federalnego Ministerstwa Współpracy Gospodarczej i Rozwoju służą współpracy oświatowej z krajami rozwijającymi się. Środki Unii Europejskiej służą do przeprowadzania europejskich programów stypendialnych. 16 krajów związkowych Republiki Federalnej Niemiec ponosi też pośrednio koszty związane ze studiami dla zagranicznych stypendystów. DAAD finansowana jest także przez zagraniczne rządy, przedsiębiorstwa, fundacje oraz przez Związek Darczyńców na rzecz Nauki Niemieckiej.

## Działalność
W ramach DAAD działa:
- Krajowa Agencja Programu Unii Europejskiej ERASMUS, która doradza w sprawach programów: LEONARDO DA VINCI, Europass, ERASMUS Mundus, TEMPUS, Proces Boloński oraz współpracuje z krajami spoza Unii Europejskiej
- azjatycko-europejski sekretariat ds. kształcenia (ASEM education secretariat)
- narodowy sekretariat IAESTE przy wymianie praktykantów
- delegatura GATE-Germany (konsorcjum marketingu międzynarodowego szkół wyższych)

DAAD finansuje:
- indywidualne stypendia krótko- i długoterminowe dla Niemców i cudzoziemców
- program wspierający mobilność niemieckich studentów (PROMOS)
- wymianę naukowców, niemieckich docentów i lektorów oddelegowanych na zagraniczne uczelnie
- współpracę międzynarodową w ramach określonych projektów między niemieckimi i zagranicznymi uczelniami
- programy mające na celu umiędzynarodowienie niemieckich uczelni
- powiązane z Niemcami kierunki studiów, centra i szkoły wyższe za granicą
- stypendia, projekty współpracy oraz przedsięwzięcia w ramach współpracy dla rozwoju w zakresie szkolnictwa wyższego
- programy wspierające procesy transformacji i demokratyzacji.

## DAAD w Polsce
Niemiecka Centrala Wymiany Akademickiej utrzymuje bliskie stosunki z Polską od 1958 roku. W 1997 roku powstało Przedstawicielstwo DAAD w Warszawie, aby wspierać akademicką wymianę pomiędzy Polską i Niemcami. Główne zadania Przedstawicielstwa DAAD w Warszawie to promocja niemieckiego szkolnictwa wyższego w Polsce, wspieranie współpracy polskich i niemieckich uczelni oraz naukowców i studentów poprzez udzielanie informacji i doradztwo, koordynacja programów stypendialnych dla studentów, absolwentów i naukowców na wyjazdy do Niemiec, opieka i wsparcie udzielane byłym stypendystom DAAD w Polsce oraz opieka nad lektorami DAAD pracującymi na polskich uczelniach. Obok Przedstawicielstwa DAAD w Polsce działa również sieć siedemnastu lektorek i lektorów DAAD zatrudnionych przede wszystkim w instytutach germanistyki polskich uczelni.